# Stanisław Stroiński

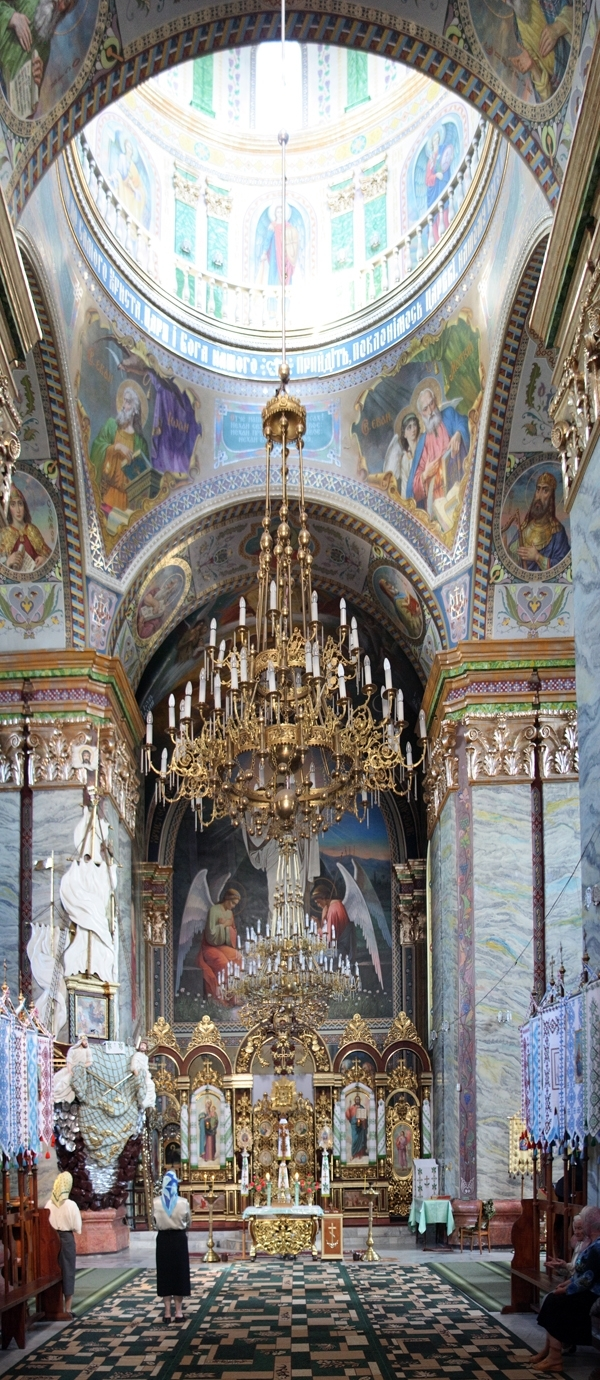
Bernhardinerkirche in Scheptyzkyj

Stanisław Stroiński auch Stanisław Stroynicki  (* 8. Mai 1719 in Lemberg; † 26. April 1802 ebenda) war ein Lemberger Maler des Spätbarocks und Rokoko.

## Leben und Werk
1759 erhielt Stroiński von August dem Starken das Hofprivileg. 
Zu von ihm erhaltenen Werken gehören unter anderem:
- Bernhardinerkirche von Scheptyzkyj: Fresken
- Dominikanerkirche von Pidkamin: Fresken
- Kathedrale von Lemberg: Fresken
- Kathedrale von Ternopil: Fresken
- Klarissinnenkloster in Lemberg: Malerarbeiten
- Franziskanerkirche von Przemyśl: Malerarbeiten
- Bernhardinerkirche von Przemyśl: Gemälde, unter anderem das Portrait des Bischofs Wacław Hieronim Sierakowski
- Marienkirche in Lopatyn: Malerarbeiten
- Pfarrkirche in Hussakiw: Malerarbeiten

Sein jüngerer Bruder Marcin Stroiński war ebenfalls Maler. Zu seinen Schülern zählten Józef Chojnicki, Tomasz Gertner und Józef Jazwniński.